# Ellen Mary Clerke
Ellen Mary Clerke (Condado de Cork, 26 de setembro de 1840 Londres, 2 de março de 1906) foi uma poeta, linguista e jornalista irlandesa.